# Deutsche Schlager-Festspiele 1966
Die sechsten Deutschen Schlager-Festspiele fanden am 25. Juni 1966 im Kurhaus in Baden-Baden statt. Nach der Auflösung des Vereins Deutsche Schlager-Festspiele e. V. im November 1965 hatte sich am 17./18. Januar 1966 ein neuer Trägerverein, der „Verein zur Förderung deutscher Tanz- und Unterhaltungsmusik e. V.“ mit Sitz in Bonn gegründet, der bereits Ende Januar 1966 Texter und Komponisten aufrief, Songs für die Veranstaltung einzureichen.
Bis Mitte März 1966 hatte eine 15-köpfige Jury aus mehr als 400 Einreichungen 18 Titel ausgewählt, die sich am 21. Mai bei einer Fernseh-Vorentscheidung des SFB aus dem Großen Sendesaal in Berlin dem Publikum stellten. Durch die Sendung führte Karin von Faber. Die Interpreten wurden vom RIAS Tanzorchester unter Leitung von Werner Müller begleitet.
Durch das Saalpublikum in Berlin und aus einer von Infratest durchgeführten repräsentativen Befragung der Fernsehzuschauer wurden die zwölf Teilnehmer der Endausscheidung ermittelt, die sich am 25. Juni in Baden-Baden dem Publikum stellten. Die Endausscheidung wurde von Ursula von Manescul und Karin von Faber moderiert. Die Interpreten wurden vom SWF-Orchester unter Leitung von Rolf-Hans Müller begleitet. Der Sieger wurde durch drei Gruppen ermittelt. Diese waren die elf Rundfunkanstalten (einschließlich Deutschlandfunk), Infratest und das Saalpublikum.
Die Veranstaltung rief erneut ein positives Echo hervor. Einige der Titel waren auch in den Hitparaden wiederzufinden und sind teilweise heute zu Evergreens geworden. Allen voran der Siegertitel, mit dem Wencke Myhre ihren Durchbruch auf dem deutschen Schlagermarkt erreichte. Die Single war wochenlang in den Charts vertreten. Auch der Zweitplatzierte kletterte immerhin bis auf Platz 24 der Hitparade. Siegeshoffnungen hatte sich auch Roy Black gemacht, erreichte jedoch nur den 3. Platz. Sein Lied erschien später als B-Seite auf der Single Leg dein Herz in meine Hände. Alle zwölf Beiträge der Festspiele 1966 erschienen seinerzeit auf einer Langspielplatte.
Trotz dieser Erfolge sollten die Festspiele unter der Regie des neuen Vereins zur Förderung deutscher Tanz- und Unterhaltungsmusik e. V. die ersten und zugleich die letzten sein, denn im Folgejahr wurden keine Schlager-Festspiele abgehalten.
International gab es neben den Schlager-Festspielen in Baden-Baden 1966 erstmals auch entsprechende Wettbewerbe, bei denen deutsche Interpreten teilnahmen und zwar in Rio de Janeiro, Budapest, Bratislava sowie ein „Nachwuchs-Festival“ in Gmunden (Österreich). Sieger des 1. Internationalen Schlager-Festivals von Rio de Janeiro wurde Inge Brück mit dem Titel Frag den Wind. Sie konnte bereits bei den ersten Schlager-Festspielen 1961 in Baden-Baden einen 5. Platz erzielen und nahm 1967 für Deutschland beim Grand Prix Eurovision teil. Der österreichische Beitrag von Rio de Janeiro (Geh vorbei), gesungen von Udo Jürgens, wurde Vierter.

## Die Teilnehmer 1966
| Platz | Titel                            | Interpret                          |
| ----- | -------------------------------- | ---------------------------------- |
| 01.   | Beiß nicht gleich in jeden Apfel | Wencke Myhre                       |
| 02.   | Nur wenn du bei mir bist         | Elisa Gabbai                       |
| 03.   | Irgend jemand liebt auch dich    | Roy Black                          |
| 04.   | So alt wie die Welt              | Brigitt Petry                      |
| 05.   | Es könnte Liebe sein             | Lill Lindfors                      |
| 06.   | Wie der Wind                     | Mary Roos                          |
| 07.   | Wanderer ohne Ziel               | Tielmann Brothers                  |
| 08.   | So ist ein Boy                   | Geschwister Jacob                  |
| 09.   | Bis ans Ende aller Tage          | Michaela Prunerowa                 |
| 10.   | Du lässt dich nicht seh’n        | Margot Eskens                      |
| 11.   | Gammelshake                      | Margret Fürer und die Penny Pipers |
| 12.   | In der großen Manege             | Wolfgang Graf                      |

Nicht in die Endrunde qualifizieren konnten sich folgende 6 Titel:
- Dahin möcht ich gehen, Peter Beil
- Wer nimmt mich in seine Arme, Monika Grimm
- Schatten und Licht, Eva Hommonay
- Schade drum, Bibi Johns
- Mach nicht die Tür zu, Marion
- Das Wunder der Liebe, Tanja May